# Europäisches Abitur
Das Europäische Abitur (auch Europäisches Baccalauréat) ist eine von allen Mitgliedstaaten der Europäischen Union anerkannte allgemeine Hochschulreife, die an Absolventen der Europäischen Schulen (nicht zu verwechseln mit Europaschulen) vergeben wird. In Deutschland entspricht sie dem Abitur.

## Prüfungen
Die Prüfungen zum Europäischen Abitur werden am Ende des siebten Jahres der Sekundarschule abgelegt. Die Gesamtnote setzt sich wie folgt zusammen:
- 20 Prozent: A-Noten des 7. Schuljahres der Sekundarschule (vergleichbar mit mündlichen Noten, zzgl. i. d. R. kurzen schriftlichen Tests während des Unterrichts)
- 30 Prozent: B-Noten des 7. Schuljahres der Sekundarschule (schriftliche Prüfungen: B-Tests während des Schuljahres in den Grundkursen und Vorabitur im Januar/Februar in allen Leistungskursen, Mathematik und ersten beiden Sprachen)
- 35 Prozent: Schriftliche Prüfungen
- 15 Prozent: Mündliche Prüfungen

## Fächer
Die schriftlichen Prüfungen nach Ende des Schuljahres werden in fünf Fächern abgelegt
- Erste Sprache (Muttersprache, Grund- oder Leistungskurs)
- Zweite Sprache (erste Fremdsprache, Grund- oder Leistungskurs)
- Mathematik (Grund- oder Leistungskurs)
- Zwei Wahlpflichtfächer (Leistungskurse)

Die mündlichen Prüfungen nach Ende des Schuljahres werden in drei Fächern abgelegt
- Erste Sprache (Muttersprachen-Niveau)
- Ein Pflicht- oder Wahlpflichtfach in der zweiten Sprache (Leistungs- oder Grundkurs in der ersten Fremdsprache, Geschichte oder Geografie)
- Ein Wahlpflichtfach (Grund- oder Leistungskurs)

Mögliche Wahlpflichtfächer sind weitere Sprachen der Europäischen Union, Biologie, Chemie, Physik, sowie Philosophie. Schüler, die zusätzlich zum Mathematik-Leistungskurs (fünfstündig) den Vertiefungskurs gewählt haben (drei Stunden dazu), müssen die dritte mündliche Prüfung in letzterem ablegen.

## Vergleich mit dem Abitur
Erste Sprache: Für Muttersprachler der deutschen Sprache sind in den deutschsprachigen Sektionen der Unterricht und die Prüfungen in der sogenannten ersten Sprache (L1) auf dem Niveau des Faches Deutsch des Abiturs. Für Nicht-Muttersprachler (SWALS), die die deutschsprachige Sektion besuchen, wird die Muttersprache als erste Sprache gewertet, falls es keine in der Muttersprache unterrichtende Sektion gibt.
Zweite Sprache: Um die Prüfung in der zweiten Sprache (L2) zu bestehen, muss diese fließend beherrscht werden, und die Schüler müssen fähig sein, komplizierte Texte in dieser zu verstehen und zu interpretieren. Derartige Fähigkeiten überschreiten das Niveau der Fremdsprachen im Abitur. Im Gegensatz zu diesem allerdings müssen die Schüler im Europäischen Abitur nicht nachweisen, ob sie fähig sind, Übersetzungen von Wörtern oder Texten aus einer Fremdsprache in ihre Muttersprache zu erstellen. Dies kommt daher, dass die Fremdsprachen in Klassen mit Schülern unterschiedlicher Muttersprache unterrichtet werden. Für Nicht-Muttersprachler (SWALS), die die deutschsprachige Sektion besuchen, ist die zweite Sprache Deutsch.
Mathematik: Die Herangehensweisen in der Mathematik sind von Grund auf verschieden, da sich das Europäische Abitur in diesem Punkt am französischen Schulsystem orientiert. Im Grund- und Leistungskurs wird jedoch thematisch größtenteils der gleiche Stoff abgedeckt. Etwas Vergleichbares wie den Vertiefungskurs gibt es beim Abitur nicht, denn in diesem werden Inhalte behandelt, die in Deutschland erst an den Universitäten unterrichtet werden.
Wahlpflichtfächer: Die Wahlpflichtfächer sind zahlreich und in vier von ihnen müssen Prüfungen abgelegt werden (davon müssen mindestens zwei Leistungskurse sein). Es ist möglich, dass Absolventen bestimmte dieser Fächer und die anschließenden Prüfungen in seiner zweiten Sprache ablegen.
- Sprachen: Auch das Niveau der dritten Sprache (L3) überschreitet meist das Niveau von Fremdsprachen im Abitur. In der vierten (L4) und fünften Sprache (L5) sind die Sprachkenntnisse mit denen im Abitur verlangten vergleichbar. L3 und L4 sind Leistungskurse, L5 ist ein Grundkurs.
- Geographie und Geschichte: Diese Fächer werden immer in der zweiten Sprache belegt. Im Zentrum der Thematik steht die Europäische Union. Die beiden Fächer können als Grund- oder Leistungskurs absolviert werden.
- Naturwissenschaften: Hier gibt es keine wesentlichen Unterschiede im Vergleich mit dem Abitur. Die Fächer Biologie, Chemie und Physik können nur im Leistungskurs absolviert werden. Im Schuljahr 2024/25 wurde der Grundkurs Wissenschaft, Technologie und Gesellschaft in der 6. Klasse der Sekundarschule eingeführt, womit der Grundkurs Biologie entfällt.

## Geschichte
Die erste Europäische Schule wurde im Oktober 1953 in Luxemburg gegründet und die erste Europäische Abiturprüfung dort im Juli 1959 abgenommen. In Deutschland wurde die erste Europäische Schule 1962 in Karlsruhe gegründet und die erste Abiturprüfung 1968 durchgeführt.